# II. Ælfwald northumbriai király
II. Ælfwald, más írásmóddal Elfwald (? – 808) Northumbria királya 806-tól 808-ig.
Roger Wendover Flores Historiaruma (14. század) szerint Ælfwald megdöntötte Eardwulf király hatalmát. Két évig uralkodhatott csak, mert Nagy Károly és III. Leó pápa támogatására Eardwulf visszakerült a trónra. Uralkodása idejéből néhány pénzérme is fennmaradt.